# Cosmic Psychos
Cosmic Psychos est un groupe de garage rock à tendance punk australien, originaire de Melbourne, Victoria. Le groupe est essentiellement basé à Melbourne, en milieu rural. Bien que n'ayant jamais bénéficié de la reconnaissance du grand public, ils sont cités pour avoir significativement influencé la scène grunge de Seattle des années 1990, en particulier, des groupes comme Mudhoney ou Pearl Jam. Leurs premiers disques sont sortis sur le label Mr. Spaceman, dirigé par Mario Borelli. Par la suite, Sub Pop et Amphetamine Reptile Records se chargent de publier leurs œuvres.

## Biographie

### Années 1980
Le groupe est initialement formé sous le nom de Spring Plains en 1982, à Melbourne, avec Peter Jones à la guitare et au chant ; Steve Morrow au chant ; Neal Turton-Lane à la basse ; et Bill Walsh à la batterie et au chant. D'après le spécialiste en rock australien Ian McFarlane, leur style musical est « du punk noise teinté art, situé quelque part entre The Birthday Party et des Ramones narcotiques. » En 1984, le groupe enregistre la chanson American Hymn pour une compilation, Asleep at the Wheel. Plus tard la même année, Morrow et Turton-Lane sont remplacés par Ross Knight (ex-Rancid Spam) à la basse et au chant,. Ils financent leur propre cassette audio qui comprend Custom Credit.
Au début de 1985, le groupe commence à jouer sous le nom de Cosmic Psychos ; McFarlane caractérise le style musical du groupe comme « des riffs à la Stooges, un rythme à la Ramones, des pédales wah-wah à tout va, une attitude punk hardcore américain des années 1980 et une bonne dose d'humour yobbo [...]. » En décembre 1985, ils publient un mini-album intitulé Down on the Farm, chez Mr. Spaceman Records. Il comprend Custom Credit et est produit par Ross Giles (Depression). En octobre 1987, ils publient un single, Lead Me Astray, qui est écrit par Walsh, Knight et Jones. En décembre, Mr. Spaceman Records publie son premier album, éponyme, produit par Rene Roth. En juin 1989, une performance au Palace Theatre de Melbourne est enregistrée et publiée en novembre 1990 comme premier album live, sous le titre Slave to the Crave,. Le premier agent artistique du groupe est Neil Rogers (membre des Bo-Weevils, et animateur de la chaine radio 3RRR).

### Années 1990
Cosmic Psychos signe au label Survival Records et publient Go the Hack, en décembre 1989, qui est produit par John Bee (Dynamic Hepnotics, Eurogliders). En 1990, l'album est publié par Sub Pop Records en Amérique du Nord. Un single, Lost Cause, apparait sur l'album, et fait participer Walsh, Knight et Jones,. Au début de 1990, Jones quitte le groupe pour rejoindre Enter the Vertex et Robbie « Rocket » Watts (ex-I Spit on Your Gravy, Quivering Quims) le remplace à la guitare.
Ils suivent avec deux albums studio Arschlock/Shagpile distribués par Shock Records, Self Totalled (1995), et Oh What a Lovely Pie (août 1997) qui apparait sur Amphetamine en Amérique. Pour Self Totalled, les membres utilisent des pseudonymes : Fess Parker à la guitare, Slapper Jackson à la basse et au chant, et Billy Arschlock à la batterie et au chant ; leur producteur, Lindsay Gravina, devient Big Vinny Gravina,. En 1996, le groupe apparait dans l'émission Under Melbourne Tonight du 19 juin.

### Années 2000
En 2001, le groupe publie une compilation, 15 Years, a Million Beers, en formats 2× CD et 2× LP au label Dropkick Records. Cette même année, Knight s'implique dans un projet parallèle, Dung, sous le nom de Standin Dung à la basse et au chant ; avec Dean Muller (ex-Hoss) sous le nom de Kerry-Anne Dung à la batterie ; et Kieran Clancy sous le nom de Chairman Mao Tse Dung à la guitare et au chant.
Off Ya Cruet!, sorti en 2006 sur un petit label australien appelé Timberyard Records, prouve que le groupe n'est pas mort. Dean Muller y remplace l'ancien batteur, Bill Walsh (qui d'ailleurs fait les frais d'un titre vengeur Kill Bill). Malheureusement, à l'issue d'un concert, le 1er juillet 2006, le guitariste Robbie « Rocket » Watts décède brutalement. Il sera remplacé par John Macka McKeering (The Renovator), ancien membre d'un autre groupe australien, The Onyas. En 2007, le groupe sortira Dung Australia, à nouveau sur Timberyard, mais se sépare du label dans la foulée. Cette même année voit la sortie de Off Cruet Ya! en CD, sur le label européen Pitshark Records, avec une pochette digipack différente de l'édition australienne. Le 13 décembre 2008, le même label publie Dung Australia en format CD, encore une fois en digipack différent de l'australien, et avec un titre bonus inédit, Anarchy in Boondall.

### Années 2010
En 2011, L'album Glorius Barsteds est édité par le label australien Missing Link Records, sous la forme d'un CD nanti d'un deuxième best-of. Glorius Barsteds comporte 12 titres, toujours dans la même lignée, qualifiée de rugueux, énergiques, et puissants. Le best-of comporte lui 16 morceaux, recouvrant toute la carrière du groupe. En octobre 2011, le label européen Pitshark Records édite l'album Glorius Barsteds en format vinyle, assorti cette fois d'un CD bonus de Dung, Who Flung. Édition numérotée limitée à 1 000 exemplaires, 400 en vinyle vert, et 600 en noir.
Le 11 mars 2013, toujours sur Pitshark Records, sort le CD live I Love My Tractor, enregistré le 2 novembre 2012 au TOTE (Melbourne, Australie). En juillet 2013, Pitshark Records réédite en format vinyle les albums Off Ya Cruet! et Dung Australia. Ces éditions, limitées à 250 exemplaires numérotés, a été disponible en pré-commande. Ces pré-commandes étaient proposées avec cinq objets promotionnels Cosmic Psychos : un sac (tissu noir) imprimé (sérigraphie blanche) du logo de l'album Dung Australia, deux badges et deux cartes postales (vernis sélectif). Ces deux albums sont en vinyle noir uniquement.

## Style musical
Le groupe se reconnaît à sa basse jouée avec du fuzz, une guitare lancinante utilisant la pédale wah-wah et des paroles répétitives parfois primaires.

## Membres

### Membres actuels
- Ross Knight — basse, chant (depuis 1982)
- Dean Muller — batterie (anciennement Bill Walsh) (depuis 2005)
- John « Mad Macka » McKeering — guitare (anciennement Robbie Watts) (depuis 2006)

### Anciens membres
- Peter Jones — guitare solo, chœurs (1982-1990)
- Steve Morrow — chant (1982)
- Neal Turton-Lane — basse (1982)
- Bill Walsh — batterie, chœurs (1982-2005)
- Robbie Watts — guitare solo, chœurs (1990-2006) (décédé)

## Discographie
- 1985 : Down on the Farm
- 1987 : Cosmic Psychos
- 1989 : Go the Hack
- 1990 : Slave to the Crave: Live at The Palace, Melbourne
- 1991 : Blokes You Can Trust (1991)
- 1991 : Down On the Farm and Cosmic Psychos
- 1993 : Palomino Pizza
- 1995 : Self Totalled
- 1997 : Oh What a Lovely Pie
- 2001 : 15 Years, A Million Beers
- 2006 : Off Ya Cruet!
- 2007 : Dung Australia
- 2011 : Glorius Barsteds
- 2013 : I Love My Tractor (live)
- 2015 : Cum the Raw Prawn